# لویی لسر
لویی لسر (به انگلیسی: Louis Lesser) (زاده ۱۵ ژوئن ۱۹۱۶) تاجر صاحب نفوذ آمریکایی است. والدین او اصالتاً روسی-هلندی بودند که در سال ۱۹۱۰ به ایالات متحده امریکا مهاجرت کردند.

وی در سال ۱۹۶۳ مقاله‌ای را در روزنامه نیویورک تایمز منتشر کرد و در آن برای نخستین بار به تشریح جایگاه توسعه دهندگان (Developer) پرداخت. خرید اراضی مناسب برای ساخت و ساز، ثبت قرار دادهای تجاری در حوزه آغاز پروژه‌های ساختمانی، تنظیم برنامه‌های اجرایی سازندگان، ایجاد فرصت‌های جدید سرمایه گذاری، کنترل و مدیریت اجرای پروژه‌ها از مراحل ابتدایی تا بهره برداری کامل، پذیرش ریسک سرمایه گذاری، ایجاد نوآوری و خلاقیت در اجرای پروژه‌های ساختمانی از مهمترین و بزرگترین وظایف توسعه دهندگان صنعت ساختمان محسوب شد که در راستای برنامهٔ بلند مدت گروه توسعه دهندگان ایالات متحده امریکا قرار گرفت.

لسر در سال ۱۹۵۸ قرار دادی برای ساخت یک پروژه مسکونی در ایران را با شخصی که ظاهراً سید کاظم کاشانی نام داشت، بست. این قرارداد ۵ سال پس از آن منعقد شد که امریکا به مشارکت در کودتا علیه دولت دکتر مصدق متهم شده بود.